# Mauricio Isla
Mauricio Aníbal Isla Isla (Buin, 12 juni 1988) is een Chileens betaald voetballer die doorgaans in de verdediging of als verdedigende middenvelder speelt. Hij tekende in augustus 2020 een contract tot eind 2022 bij Flamengo, dat hem overnam van Fenerbahçe. Isla debuteerde in 2007 in het Chileens voetbalelftal.

## Clubcarrière

### Jeugd
Isla doorliep de jeugdopleiding van Universidad Católica. Daar werd hij in het seizoen 2006/07 bij de selectie van de hoofdmacht gehaald, maar speelde nooit in dat eerste elftal.

### Udinese Calcio
Op het wereldkampioenschap voetbal onder 20 in 2007 maakte hij dermate veel indruk op Udinese uit Italië, dat het Isla een contract voor vijf seizoenen gaf. Voor Udinese debuteerde Isla in het seizoen 2007/08 in het betaald voetbal. Tussen 2008 en 2011 was hij een vaste waarde in het elftal van Udinese en speelde hij in totaal 152 wedstrijden voor de club, waarin hij zeven doelpunten maakte en 21 assists gaf.

### Juventus
Op 2 juli 2012 tekende hij een contract voor vijf seizoenen bij Juventus, op dat moment regerend landskampioen. Dat leende Isla gedurende het seizoen 2014/15 uit aan Queens Park Rangers. Op zondag 10 mei 2015 degradeerde hij met die club uit de Premier League. Manchester City versloeg de toenmalige hekkensluiter op die dag met 6–0, waardoor degradatie een feit was. Isla speelde 26 wedstrijden in de Premier League, waarvan 24 met een plaats in het basiselftal. Na zijn terugkeer naar Italië speelde hij één competitiewedstrijd voor Juventus, dat hem in augustus 2015 weer voor een jaar verhuurde, ditmaal aan Olympique Marseille.

### Verhuur aan Queens Park Rangers
Op 6 augustus 2014 werd Isla voor een seizoen verhuurd aan Queens Park Rangers.

### Verhuur aan Olympique Marseille
Op 31 augustus 2015 werd Isla voor een seizoen verhuurd aan Olympique Marseille.

### Cagliari Calcio
Op 10 augustus 2016 vertrok Isla naar Gagliari voor een transfersom van vier miljoen euro en tekende een driejarig contract.

### Fenerbahçe SK
Op 21 juli 2017 tekende Isla een driejarig contract bij Fenerbahçe voor een onbekende transfersom.

### CR Flamengo
Op 19 augustus 2020 tekende Isla een contract voor tweeëneenhalf jaar bij Flamengo voor een onbekende transfersom.

## Clubstatistieken
| Seizoen | Club                  | Competitie       | Duels | Goals |
| ------- | --------------------- | ---------------- | ----- | ----- |
| 2006/07 | Universidad Católica  | Primera División | 0     | 0     |
| 2007/08 | Udinese               | Serie A          | 10    | 0     |
| 2008/09 | Udinese               | Serie A          | 32    | 0     |
| 2009/10 | Udinese               | Serie A          | 30    | 1     |
| 2010/11 | Udinese               | Serie A          | 34    | 2     |
| 2011/12 | Udinese               | Serie A          | 21    | 3     |
| 2012/13 | Juventus              | Serie A          | 11    | 0     |
| 2013/14 | Juventus              | Serie A          | 18    | 0     |
| 2014/15 | → Queens Park Rangers | Premier League   | 26    | 0     |
| 2015/16 | Juventus              | Serie A          | 1     | 0     |
| 2015/16 | → Olympique Marseille | Ligue 1          | 23    | 2     |
| 2016/17 | Cagliari              | Serie A          | 34    | 1     |
| 2017/18 | Fenerbahçe            | Süper Lig        | 21    | 0     |
| 2018/19 | Fenerbahçe            | Süper Lig        | 28    | 0     |

## Interlandcarrière
Bondscoach Marcelo Bielsa liet Isla in 2007 debuteren in het Chileens voetbalelftal tijdens de Copa Sudamericana, waar een jeugdelftal Chili vertegenwoordigde. Ook nam hij in dat jaar deel aan het wereldkampioenschap voetbal onder 20, waar de troostfinale tegen Australië werd gewonnen. Met het A-elftal kwalificeerde Isla zich voor het wereldkampioenschap voetbal 2010, waar bondscoach Bielsa hem mee naartoe nam en als basisspeler aan het toernooi liet beginnen. Isla speelde mee in dertien interlands in het kwalificatietoernooi voor het wereldkampioenschap voetbal 2014 in Brazilië, waarvan zes verloren werden. Op het kampioenschap in de zomer van 2014 nam Isla het met Chili op tegen het Nederlands voetbalelftal, Spanje en Australië, waarna zijn ploeg in de achtste finale verloor van Brazilië. Isla maakte ook deel uit van het elftal dat de Copa América 2015 won, de eerste prijs in de geschiedenis van het Chileens elftal. In de kwartfinale tegen Uruguay maakte hij het enige en winnende doelpunt. Isla won een jaar later ook de Copa América Centenario met zijn landgenoten.
| Interlands van Mauricio Isla voor Chili | Interlands van Mauricio Isla voor Chili | Interlands van Mauricio Isla voor Chili | Interlands van Mauricio Isla voor Chili | Interlands van Mauricio Isla voor Chili | Interlands van Mauricio Isla voor Chili | Interlands van Mauricio Isla voor Chili |
| №                                       | Datum                                   | Wedstrijd                               | Uitslag                                 | Soort wedstrijd                         | Doelpunten                              |                                         |
| Als speler bij Udinese Calcio           | Als speler bij Udinese Calcio           | Als speler bij Udinese Calcio           | Als speler bij Udinese Calcio           | Als speler bij Udinese Calcio           | Als speler bij Udinese Calcio           | Als speler bij Udinese Calcio           |
| --------------------------------------- | --------------------------------------- | --------------------------------------- | --------------------------------------- | --------------------------------------- | --------------------------------------- | --------------------------------------- |
| 1.                                      | 7 september 2007                        | Zwitserland – Chili                     | 2 – 1                                   | Vriendschappelijk                       | 0                                       |                                         |
| 2.                                      | 26 maart 2008                           | Israël – Chili                          | 1 – 0                                   | Vriendschappelijk                       | 0                                       |                                         |
| 3.                                      | 19 november 2008                        | Spanje – Chili                          | 3 – 0                                   | Vriendschappelijk                       | 0                                       |                                         |
| 4.                                      | 11 februari 2009                        | Zuid-Afrika – Chili                     | 0 – 2                                   | Vriendschappelijk                       | 0                                       |                                         |
| 5.                                      | 30 maart 2009                           | Peru – Chili                            | 1 – 3                                   | Kwalificatie WK 2010                    | 0                                       |                                         |
| 6.                                      | 2 april 2009                            | Chili – Uruguay                         | 0 – 0                                   | Kwalificatie WK 2010                    | 0                                       |                                         |
| 7.                                      | 11 juni 2009                            | Bolivia – Chili                         | 4 – 0                                   | Kwalificatie WK 2010                    | 0                                       |                                         |
| 8.                                      | 12 augustus 2009                        | Denemarken – Chili                      | 1 – 2                                   | Vriendschappelijk                       | 0                                       |                                         |
| 9.                                      | 6 september 2009                        | Chili – Venezuela                       | 2 – 2                                   | Kwalificatie WK 2010                    | 0                                       |                                         |
| 10.                                     | 10 september 2009                       | Brazilië – Chili                        | 4 – 2                                   | Kwalificatie WK 2010                    | 0                                       |                                         |
| 11.                                     | 27 mei 2010                             | Chili – Zambia                          | 3 – 0                                   | Vriendschappelijk                       | 0                                       |                                         |
| 12.                                     | 30 mei 2010                             | Chili – Noord-Ierland                   | 1 – 0                                   | Vriendschappelijk                       | 0                                       |                                         |
| 13.                                     | 16 juni 2010                            | Honduras – Chili                        | 0 – 1                                   | WK 2010                                 | 0                                       |                                         |
| 14.                                     | 21 juni 2010                            | Chili – Zwitserland                     | 1 – 0                                   | WK 2010                                 | 0                                       |                                         |
| 15.                                     | 25 juni 2010                            | Chili – Spanje                          | 1 – 2                                   | WK 2010                                 | 0                                       |                                         |
| 16.                                     | 28 juni 2010                            | Brazilië – Chili                        | 3 – 0                                   | WK 2010                                 | 0                                       |                                         |
| 17.                                     | 7 september 2010                        | Oekraïne – Chili                        | 2 – 1                                   | Vriendschappelijk                       | 1                                       |                                         |
| 18.                                     | 17 november 2010                        | Chili – Uruguay                         | 2 – 0                                   | Vriendschappelijk                       | 0                                       |                                         |
| 19.                                     | 26 maart 2011                           | Portugal – Chili                        | 1 – 1                                   | Vriendschappelijk                       | 0                                       |                                         |
| 20.                                     | 29 maart 2011                           | Colombia – Chili                        | 0 – 2                                   | Vriendschappelijk                       | 0                                       |                                         |
| 21.                                     | 20 juni 2011                            | Chili – Estland                         | 4 – 0                                   | Vriendschappelijk                       | 0                                       |                                         |
| 22.                                     | 5 juli 2011                             | Chili – Mexico                          | 2 – 1                                   | Copa América                            | 0                                       |                                         |
| 23.                                     | 9 juli 2011                             | Uruguay – Chili                         | 1 – 1                                   | Copa América                            | 0                                       |                                         |
| 24.                                     | 18 juli 2011                            | Chili – Venezuela                       | 1 – 2                                   | Copa América                            | 0                                       |                                         |
| 25.                                     | 10 augustus 2011                        | Frankrijk – Chili                       | 1 – 1                                   | Vriendschappelijk                       | 0                                       |                                         |
| 26.                                     | 2 september 2011                        | Spanje – Chili                          | 3 – 2                                   | Vriendschappelijk                       | 1                                       |                                         |
| 27.                                     | 4 september 2011                        | Mexico – Chili                          | 1 – 0                                   | Vriendschappelijk                       | 0                                       |                                         |
| 28.                                     | 8 oktober 2011                          | Argentinië – Chili                      | 4 – 1                                   | Kwalificatie WK 2014                    | 0                                       |                                         |
| 29.                                     | 12 oktober 2011                         | Chili – Peru                            | 4 – 2                                   | Kwalificatie WK 2014                    | 0                                       |                                         |
| 30.                                     | 11 november 2011                        | Uruguay – Chili                         | 4 – 0                                   | Kwalificatie WK 2014                    | 0                                       |                                         |
| 31.                                     | 16 november 2011                        | Chili – Paraguay                        | 2 – 0                                   | Kwalificatie WK 2014                    | 0                                       |                                         |
| Als speler bij Juventus FC              |                                         |                                         |                                         |                                         |                                         |                                         |
| 32.                                     | 11 september 2012                       | Chili – Colombia                        | 1 – 3                                   | Kwalificatie WK 2014                    | 0                                       |                                         |
| 33.                                     | 12 oktober 2012                         | Ecuador – Chili                         | 3 – 1                                   | Kwalificatie WK 2014                    | 0                                       |                                         |
| 34.                                     | 17 oktober 2012                         | Chili – Argentinië                      | 1 – 2                                   | Kwalificatie WK 2014                    | 0                                       |                                         |
| 35.                                     | 6 februari 2013                         | Chili – Egypte                          | 2 – 1                                   | Vriendschappelijk                       | 0                                       |                                         |
| 36.                                     | 23 maart 2013                           | Peru – Chili                            | 1 – 0                                   | Kwalificatie WK 2014                    | 0                                       |                                         |
| 37.                                     | 27 maart 2013                           | Chili – Uruguay                         | 2 – 0                                   | Kwalificatie WK 2014                    | 0                                       |                                         |
| 38.                                     | 8 juni 2013                             | Paraguay – Chili                        | 1 – 2                                   | Kwalificatie WK 2014                    | 0                                       |                                         |
| 39.                                     | 14 augustus 2013                        | Chili – Irak                            | 6 – 0                                   | Vriendschappelijk                       | 0                                       |                                         |
| 40.                                     | 7 september 2013                        | Chili – Venezuela                       | 3 – 0                                   | Kwalificatie WK 2014                    | 0                                       |                                         |
| 41.                                     | 10 september 2013                       | Spanje – Chili                          | 2 – 2                                   | Vriendschappelijk                       | 0                                       |                                         |
| 42.                                     | 11 oktober 2013                         | Colombia – Chili                        | 3 – 3                                   | Kwalificatie WK 2014                    | 0                                       |                                         |
| 43.                                     | 16 oktober 2013                         | Chili – Ecuador                         | 2 – 1                                   | Kwalificatie WK 2014                    | 0                                       |                                         |
| 44.                                     | 15 november 2013                        | Engeland – Chili                        | 0 – 2                                   | Vriendschappelijk                       | 0                                       |                                         |
| 45.                                     | 5 maart 2014                            | Duitsland – Chili                       | 1 – 0                                   | Vriendschappelijk                       | 0                                       |                                         |
| 46.                                     | 30 mei 2014                             | Chili – Egypte                          | 3 – 2                                   | Vriendschappelijk                       | 0                                       |                                         |
| 47.                                     | 4 juni 2014                             | Chili – Noord-Ierland                   | 2 – 0                                   | Vriendschappelijk                       | 0                                       |                                         |
| 48.                                     | 13 juni 2014                            | Chili – Australië                       | 3 – 1                                   | WK 2014                                 | 0                                       |                                         |
| 49.                                     | 18 juni 2014                            | Spanje – Chili                          | 0 – 1                                   | WK 2014                                 | 0                                       |                                         |
| 50.                                     | 23 juni 2014                            | Nederland – Chili                       | 2 – 0                                   | WK 2014                                 | 0                                       |                                         |
| 51.                                     | 28 juni 2014                            | Brazilië – Chili                        | 1 – 1                                   | WK 2014                                 | 0                                       |                                         |
| 52.                                     | 6 september 2014                        | Chili – Mexico                          | 0 – 0                                   | Vriendschappelijk                       | 0                                       |                                         |
| 53.                                     | 9 september 2014                        | Chili – Haïti                           | 1 – 0                                   | Vriendschappelijk                       | 0                                       |                                         |
| 54.                                     | 10 oktober 2014                         | Chili – Peru                            | 3 – 0                                   | Vriendschappelijk                       | 0                                       |                                         |
| 55.                                     | 14 oktober 2014                         | Chili – Bolivia                         | 2 – 2                                   | Vriendschappelijk                       | 0                                       |                                         |
| 56.                                     | 14 november 2014                        | Chili – Venezuela                       | 5 – 0                                   | Vriendschappelijk                       | 0                                       |                                         |
| 57.                                     | 18 november 2014                        | Chili – Uruguay                         | 1 – 2                                   | Vriendschappelijk                       | 0                                       |                                         |
| 58.                                     | 26 maart 2015                           | Iran – Chili                            | 2 – 0                                   | Vriendschappelijk                       | 0                                       |                                         |
| 59.                                     | 29 maart 2015                           | Brazilië – Chili                        | 1 – 0                                   | Vriendschappelijk                       | 0                                       |                                         |
| 60.                                     | 5 juni 2015                             | Chili – El Salvador                     | 1 – 0                                   | Vriendschappelijk                       | 0                                       |                                         |
| 61.                                     | 11 juni 2015                            | Chili – Ecuador                         | 2 – 0                                   | Copa América                            | 0                                       |                                         |
| 62.                                     | 15 juni 2015                            | Chili – Mexico                          | 3 – 3                                   | Copa América                            | 0                                       |                                         |
| 63.                                     | 19 juni 2015                            | Chili – Bolivia                         | 5 – 0                                   | Copa América                            | 0                                       |                                         |
| 64.                                     | 24 juni 2015                            | Chili – Uruguay                         | 1 – 0                                   | Copa América                            | 1                                       |                                         |
| 65.                                     | 29 juni 2015                            | Chili – Peru                            | 2 – 1                                   | Copa América                            | 0                                       |                                         |
| 66.                                     | 4 juli 2015                             | Chili – Argentinië                      | 0 – 0                                   | Copa América                            | 0                                       |                                         |
| 67.                                     | 5 september 2015                        | Chili – Paraguay                        | 3 – 2                                   | Vriendschappelijk                       | 0                                       |                                         |
| 68.                                     | 8 oktober 2015                          | Chili – Brazilië                        | 2 – 0                                   | Kwalificatie WK 2018                    | 0                                       |                                         |
| 69.                                     | 13 oktober 2015                         | Peru – Chili                            | 3 – 4                                   | Kwalificatie WK 2018                    | 0                                       |                                         |
| 70.                                     | 12 november 2015                        | Chili – Colombia                        | 1 – 1                                   | Kwalificatie WK 2018                    | 0                                       |                                         |
| 71.                                     | 17 november 2015                        | Uruguay – Chili                         | 3 – 0                                   | Kwalificatie WK 2018                    | 0                                       |                                         |

Bijgewerkt op 20 december 2015.

## Erelijst
| Competitie                    |          |                  |          |          |
| Competitie                    | Aantal   | Jaren            |          |          |
| Juventus                      | Juventus | Juventus         | Juventus | Juventus |
| ----------------------------- | -------- | ---------------- | -------- | -------- |
| Serie A                       | 2x       | 2012/13, 2013/14 |          |          |
| Supercoppa Italiana           | 2x       | 2013, 2015       |          |          |
| Flamengo                      |          |                  |          |          |
| Campeonato Brasileiro Série A | 1x       | 2020             |          |          |
| Supercopa do Brasil           | 1x       | 2021             |          |          |
| Campeonato Carioca            | 1x       | 2021             |          |          |

| Competitie              | Winnaar | Winnaar    | Runner-up | Runner-up | Derde  | Derde |
| Competitie              | Aantal  | Jaren      | Aantal    | Jaren     | Aantal | Jaren |
| Chili                   | Chili   | Chili      | Chili     | Chili     | Chili  | Chili |
| ----------------------- | ------- | ---------- | --------- | --------- | ------ | ----- |
| CONMEBOL Copa América   | 2×      | 2015, 2016 |           |           |        |       |
| FIFA Confederations Cup |         |            | 1×        | 2017      |        |       |